# Albert Francis Birch

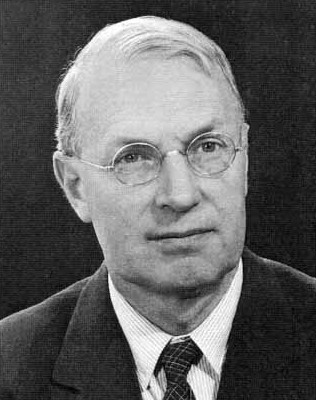
Albert Francis Birch

Albert Francis Birch, genannt Francis Birch, (* 22. August 1903 in Washington, D.C.; † 30. Januar 1992 in Cambridge, Massachusetts) war ein US-amerikanischer Geophysiker. Birch war der Sturgis Hooper Professor für Geologie an der Harvard University von 1949 bis 1974.

## Leben
Birch studierte an der Harvard University mit dem Bachelor-Abschluss in Elektrotechnik 1924 (magna cum laude). Danach arbeitete er zwei Jahre als Elektroingenieur für die New York Telephone Company, bevor er sich entschloss Physik zu studieren. 1926 bis 1928 studierte er in Straßburg bei Pierre-Ernest Weiss und danach am Hochdrucklabor von Percy W. Bridgman in Harvard. 1930 bis 1932 war er Instructor für Physik, erhielt 1929 seinen Master-Abschluss und wurde 1932 promoviert. Bald darauf leitete er die Hochdruckforschung in Geophysik in Harvard. Im Zweiten Weltkrieg nahm er am Manhattan Project teil und war danach wieder in Harvard, wo er 1949 Sturgis Hooper Professor für Geologie wurde. Er stand zeitweise der Fakultät für Geowissenschaften vor. 1974 wurde er emeritiert, forschte aber weiter bis zu seinem Tod.
Er heiratete Barbara Channing und hatte mit ihr drei Kinder.

## Werk
Er wurde bekannt durch experimentelle Forschungen auf dem Gebiet der Eigenschaften von Mineralen unter hohen Temperaturen und Drücken, wie sie im Innern der Erde herrschen. 1952 publizierte er einen bekannten Aufsatz im Journal of Geophysical Research, in dem er demonstrierte, dass der Erdmantel vor allem aus Silikat-Mineralen zusammengesetzt ist, der obere und untere Erdmantel durch eine dünne Schicht getrennt sind, in dem ein Phasenübergang von Silikat-Mineralen stattfindet und dass der innere und der äußere Erdkern aus Legierungen von kristallinem und geschmolzenem Eisen besteht. Der unter Geophysikern bekannteste Teil dieses Aufsatz ist jedoch eine Fußnote, die er in die Einleitung einschloss:

„Unachtsame Leser sollen gewarnt sein, dass normale Sprache in eine Hochdruckform übergeht, wenn sie auf das Innere der Erde angewandt wird. Einige Beispiele von Entsprechungen folgen:“

| Hochdruckform                | Übliche Bedeutung               |
| ---------------------------- | ------------------------------- |
| Sicher                       | Zweifelhaft                     |
| Unzweifelhaft                | Vielleicht                      |
| Sicherer Beweis              | Vager Vorschlag                 |
| Nicht widerlegbares Argument | Trivialer Widerspruch           |
| Pures Eisen                  | Unsichere Mixtur aller Elemente |

1947 passte er die isotherme Zustandsgleichung von Murnaghan, die für infinitesimale Verformung konzipiert war, an Eulersche endliche Verformung an und entwickelte die heute unter dem Namen Zustandsgleichung von Birch-Murnaghan bekannte Formel.
1961 veröffentlichte Birch zwei Aufsätze über die Geschwindigkeit von Kompressionswellen, in denen er eine lineare Relation (heute „Birchs Gesetz“ genannt) zwischen der Geschwindigkeit von Kompressionswellen Vp in Gesteinen und Mineralen und ihrem Atomgewicht {\displaystyle {\bar {M}}} sowie ihrer Dichte {\displaystyle \rho } zeigen konnte:
{\displaystyle V_{p}=a({\bar {M}})+b\rho }.
Außerdem erforschte er den Wärmefluss aus dem Erdinnern.
Im Zweiten Weltkrieg wurde Birch mit der Aufgabe betreut, die Atombombe Little Boy zu konstruieren. Er führte am 5. August 1945 auf Tinian die Aufsicht über den Einbau des getrennt angelieferten Urans in das Bombengehäuse, die Vorbereitung für den Einsatz und die Verladung in das Flugzeug Enola Gay. Die Flugzeugbesatzung wurde von ihm unterwiesen, wie die Bombe entsichert werden muss. Am 6. August 1945 erfolgte der Abwurf auf die japanische Stadt Hiroshima.

## Mitgliedschaften und Ehrungen
Er war 1963/64 Präsident der Geological Society of America und erhielt zahlreiche Ehrungen in seiner Karriere, darunter die Arthur L. Day Medal (1950) und Penrose-Medaille (1969) der Geological Society of America, die William Bowie-Medaille der American Geophysical Union (1960), die National Medal of Science (1967), den Vetlesen-Preis (1968) (zusammen mit Sir Edward C. Bullard), die Goldmedaille der Royal Astronomical Society (1973) und die Bridgman Award (1983) der International Association for the Advancement of High Pressure Research. Seit 1992 finanziert die American Geophysical Union in ihrer Abteilung Physikalische Tektonik die Francis Birch Lecture, einen Vortrag, der während der Jahresversammlung von einem bekannten Forscher dieses Forschungsgebiet abgehalten wird. Er war Ehrendoktor der Universitäten von Chicago und Harvard. Er erhielt für Arbeiten im Manhattan Project die Legion of Merit der US Navy.
1941 wurde Birch Fellow der American Physical Society. 1942 wurde er in die American Academy of Arts and Sciences gewählt. Seit 1950 war er Mitglied der National Academy of Sciences und seit 1955 der American Philosophical Society.

## Schriften
- Elasticity and the constitution of the earth’s interior. In: Journal of Geophysical Research, 1952, Band 57, S. 227–286
- Heat from radioactivity. In: H. Faul: Nuclear Radioactivity. Wiley 1954, S. 148–174.
- mit Robert F. Roy, Edward R. Decker, David D. Blackwell: Heat Flow in the United States. In: Journal of Geophysical Research, 1968, Band 73, S. 5207–5221.
- Speculations on the earth’s thermal history. In: Geolog. Soc. America Bulletin, 1965, Band 76, S. 133–154.
- Composition of the earth’s mantle. In: Geophys. J., 1961, Band 4, S. 295–311.
- Geophysical applications of high pressure research. In: William Paul, Douglas Warschauer: Solids under Pressure. McGraw Hill, 1963, S. 137–162.
- Density and composition of mantle and core. In: Journal of Geophysical Research, 1964, Band 69, S. 4377–4388.